# دوان مارتن
دوان مارتن (بالإنجليزية: Duane Martin)‏ (و. 1965  م) هو لاعب كرة السلة، وممثل تلفزي، وممثل أفلام أمريكي، ولد في بروكلين.

## التعليم
تعلم في جامعة رايت ستيت.

## وصلات خارجية
- دوان مارتن على موقع IMDb (الإنجليزية)
- دوان مارتن على موقع ألو سيني (الفرنسية)
- دوان مارتن على موقع أول موفي (الإنجليزية)
- دوان مارتن على موقع قاعدة بيانات الأفلام السويدية (السويدية)
- دوان مارتن على موقع إن إن دي بي (الإنجليزية)
- دوان مارتن على موقع قاعدة بيانات الفيلم (الإنجليزية)
- دوان مارتن على موقع كينوبويسك (الروسية)